# Давинополис (Гояс)
Давинополис (порт. Davinópolis) — муниципалитет в Бразилии, входит в штат Гояс. Составная часть мезорегиона Юг штата Гойас. Входит в экономико-статистический микрорегион Каталан. Население составляет 2029 человек на 2006 год. Занимает площадь 520,040 км². Плотность населения — 3,9 чел./км².
Праздник города — 14 ноября.

## История
Город основан 14 ноября 1963 года. 

## Статистика
- Валовой внутренний продукт на 2003 год составляет 11 504 849,00 реалов (данные: Бразильский институт географии и статистики).
- Валовой внутренний продукт на душу населения на 2003 год составляет 5661,84 реал (данные: Бразильский институт географии и статистики).
- Индекс развития человеческого потенциала на 2000 год составляет 0,733 (данные: Программа развития ООН).